# Jason Bartlett
Jason Alan Bartlett (Mountain View, California, 30 de octubre de 1979) es un beisbolista estadounidense. Juega para Tampa Bay Rays y su posición habitual es campocorto. 

## Trayectoria
Inició su carrera profesional con Minnesota Twins en la temporada de 2004, participando en ocho juegos durante los cuales obtuvo un promedio de bateo de .083. Su ofensiva mejoró en 2006 con .309. En 2008 firmó para Tampa Bay Rays y logró participar en la Serie Mundial de ese año. Alcanzó el séptimo mejor promedio de bateo en 2009 por la Liga Americana. 